# هر طور شما دوست دارید (فیلم ۱۹۳۶)
هر طور شما دوست دارید (انگلیسی: As You Like It) فیلمی در ژانر کمدی رمانتیک است که در سال ۱۹۳۶ منتشر شد. از بازیگران آن می‌توان به لارنس الیویه، الیزابت برگنر، آستین تِـرِور و جان لوری اشاره کرد.